# جعفر کاشانی
جعفر اشرف‌کاشانی (۱۲ اسفند ۱۳۲۲ – ۱۰ مهر ۱۳۹۸) بازیکن فوتبال اهل ایران بود. وی فوتبال را از باشگاه فوتبال شاهین تهران شروع و پس از انحلال آن در سال ۱۳۴۶ به تیم پرسپولیس رفت و تا پایان دوران ورزشی خود در این تیم باقی‌ماند و چهارمین کاپیتان تاریخ این تیم شد.
جعفر اشرف‌کاشانی کارمند وزارت امور خارجه در دوران پهلوی تا سال ۶۱ و همچنین مدیر عامل باشگاه شاهین و رئیس هیئت مدیره باشگاه پرسپولیس بود.
او از سال ۱۳۴۷ تا سال ۱۳۵۳ عضو تیم ملی فوتبال ایران بود و ۳۸ بازی با لباس تیم ملی انجام داد.

## دوران باشگاهی

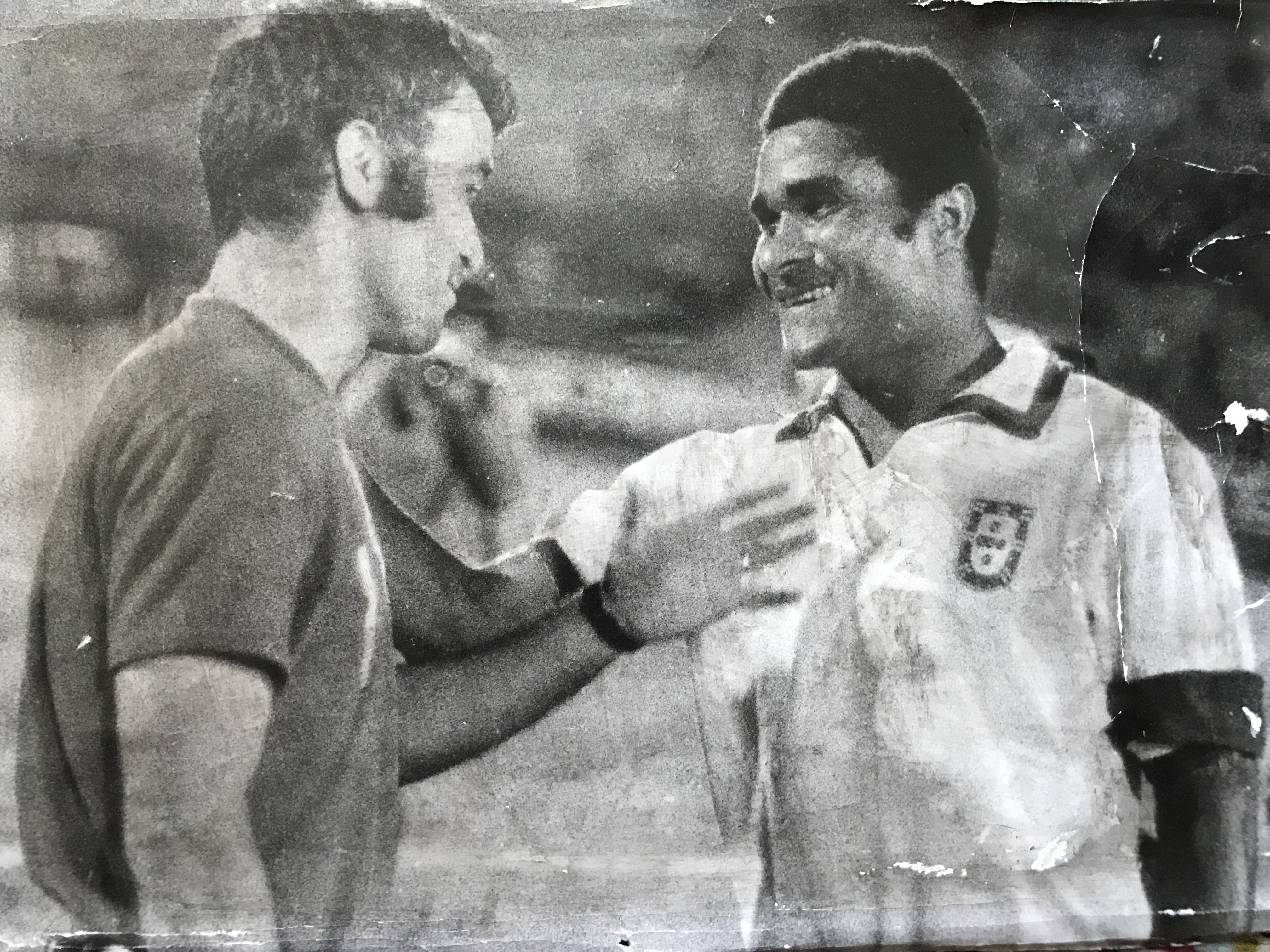
جام جهانی کوچک (جام استقلال برزیل) سال ۱۹۷۲–۱۳۵۱ جعفر کاشانی و اوزه بیو

فوتبال را از محلات و در تیم محلهٔ فوتبال خیز چهارصد دستگاه تهران و تیم آموزشگاه‌های تهران شروع کرد. بر خلاف اکثر بازیکنان وقت شاهین که بر اساس سلسله مراتب باشگاه، بازیکنان ابتدا می‌بایست به عضویت تیم‌های پایه شاهین (پولاد - داریوش - دماوند …) پذیرفته می‌شدند و پس از گذراندن مراحل مختلف در صورت کسب رضایت مربیان برای حضور در تیم اول شاهین معرفی می‌شدند، جعفر کاشانی توسط عباس اکرامی بنیان‌گذار باشگاه شاهین و از مسابقات آموزشگاه‌ها انتخاب شد

جعفر کاشانی در خاطراتش اینگونه پیوستن به شاهین را شرح می‌دهد:
...... من دبیرستان ناصر خسرو می‌رفتم و سر راه بازگشتم از جلوی زمین شماره ۳ می‌گذشتم که بعضی روزها بچه‌های شاهین در آن تمرین می‌کردند بهزادی - دهداری - شیرزادگان و … من همیشه به تماشای تمرین آنها می‌رفتم یک روز در حالیکه در کنار زمین شماره ۳ مشغول تماشای تمرین بچه‌ها بودم دکتر اکرامی مرا صدا زد و گفت:
* بابا جون دلت میخواد بیای باشگاه شاهین بازی کنی؟
از اینکه او مرا می‌شناسد و می‌داند بازی می‌کنم حیرت کردم بعدها دریافتم که بازی مرا در مسابقات آموزشگاه‌ها دیده‌است من که شنیدن چنین پیشنهادی را باور نداشتم بی درنگ قبول کردم اما او جمله‌ای دیگر نیز بمن گفت که همیشه آویزه گوشم کردم دکتر گفت:
* بابا جون، آنقدر خوب بازی کن که خودشون بیان دنبالت.
از آن روز دیگر همه چی در زندگیم تغییر کرد چرا که برای من رؤیای فوتبال با همه وسعتش آغاز شد …
وی در اواخر سال ۱۳۴۲ و در سن ۲۰ سالگی به تیم شاهین پیوست و در نخستین بازی خود برای این تیم در یک بازی دوستانه به مصاف تیم شاهین خرمشهر رفت و در اولین بازی رسمی خود را مقابل راه‌آهن انجام داد. اولین قهرمانی با شاهین را در سال ۱۳۴۴ و در سن ۲۱ سالگی جشن گرفت.
در سال ۱۳۴۶ با بسته شدن تیم شاهین بازیکنان این تیم از جمله جعفر کاشانی، حسین کلانی و همایون بهزادی و تعدادی دیگر از بازیکنان شاهین به پرسپولیس می‌پیوندد. اولین حضور جعفر کاشانی در ترکیب پرسپولیس به یک دیدار دوستانه برابر تاج در روز ۱۶ فروردین ۱۳۴۷ بر می‌گردد که هواداران شاهین پس از نزدیک به ۸ ماه ستارگان خودشان را اینبار با جرسه سرخ پرسپولیس مشاهده می‌کردند.
در سال ۱۳۴۷، در بازی پرسپولیس و عقاب به دلیل قهر عزیز اصلی و غایب بودن هادی طاووسی درون دروازه پرسپولیس ایستاد و پرسپولیس بازی را با نتیجه پنج بر صفر پیروز شد.

## دوران ملی
اواسط فصل فوتبالی ۴۴–۱۳۴۳ جعفر کاشانی برای اولین بار، به اردوی تیم ملی ایران نیز دعوت می‌شود اما همیشه بر روی نیمکت ذخیره‌ها جای می‌گیرد و هرگز فرصتی برای نشان دادن شایستگی‌هایش نمی‌یابد او خود در این رابطه چنین می‌گوید:
....... در تیم ملی من همیشه رزرو بودم و به من اجازه ورود به بازی را نمی‌دادند و می‌گفتند اگر می‌خواهی در تیم ملی بازی کنی باید عضو باشگاه دارایی شوی؛ ولی من همیشه روی رنگ پیراهن باشگاه و نام آن تعصب داشتم و دارم چگونه می‌توانستم؟ چاره‌ای نداشتم - باید صبر می‌کردم تا بالاخره نوبت نیز بمن برسد.
چهارمین دوره مسابقات جام ملتهای آسیا به میزبانی تهران در استادیوم امجدیه برگزار می‌شود حال جعفر کاشانی بعد از سال‌ها نیمکت نشینی یکی از مردان ثابت تیم ملی گردیده و از همان روز اول در قلب تیم ملی جایش را ثابت کرده تا دیدار برابر هنگ کنگ به اولین تجربه حضور ملی او نیز تبدیل گردد او در ۲۴ سالگی آنقدر پخته عمل می‌کند که تحسین همه کارشناسان را برمی‌انگیزد. در نهایت جعفر کاشانی با حضور در تمامی دیدارهای آن مسابقات اولین قهرمانی ملی ایران را بدست می‌آورد.
در پنجمین دوره مسابقات جام ملتهای آسیا در سال ۱۹۷۲ که این دوره از بازی‌ها در به میزبانی کشور تایلند در شهر بانکوک برگزار می‌شد حضور پیدا کرد و برای دومین بار پیاپی قهرمانی آسیا را جشن گرفت
قهرمانی بازیهای آسیایی آخرین افتخار جعفر کاشانی در تیم ملی ایران است بدین ترتیب شهریور ۱۳۵۳ او به هفت سال حضور موفق خود پایان می‌دهد هفت سالی که در آن دو بار قهرمانی آسیا - یکبار صعود به المپیک و قهرمانی بازی‌های آسیایی و چندین قهرمانی در تورنمنتهای مختلف (جام کوروش - جام ایران …) دیده می‌شود.

## خداحافظی از فوتبال
روز چهارشنبه ۲۷ آذر ۱۳۵۳ هفته بیست و دوم جام دوم تخت جمشید جعفر کاشانی با بازوبند کاپیتانی پرسپولیس پای به میدان می‌گذارد تا سرخپوشان آخرین دیدار فصل را برابر تاج رقیب سنتی برگزار کنند مسئولان باشگاه با خداحافظی او ابتدا مخالفت می‌کنند این دیدار با نتیجه ۲ بر ۱ به سود سرخپوشان پایان می‌یابد تا او در آخرین گام نیز پیروز میدان باشد.
در تیم ملی نیز او در پایان دیدار با استرالیا در مقدماتی جام جهانی ۷۴ از تیم ملی کناره می‌گیرد اما به فاصله چند ماه از این جدایی مربیان تیم ملی از او درخواست می‌کنند تا برای مسابقات بازی‌های آسیایی تهران به جمع ملی‌پوشان اضافه گردد و او برای یک مدت کوتاه به اردوی تیم ملی می‌پیوندد تا با قهرمانی در بازی‌های آسیایی تهران افتخاری ارزشمند به سایر افتخارات خود بیفزاید و هم مربیان تیم ملی از باب خط دفاع خیالشان آسوده گردد.
جعفر کاشانی از معدود بزرگانی است که به پاس سال‌ها تلاشش از سوی باشگاه پرسپولیس با یک دیدار یادبود از دنیای بازیگری بدرقه شد این دیدار با باشگاه ملوان در تاریخ ۲۰ دی ماه ۱۳۵۳ برگزار شد.

## سوابق اجرایی
جعفر کاشانی کارمند رده پایین وزارت امور خارجه  ایران در کشورسوریه بوده‌است.

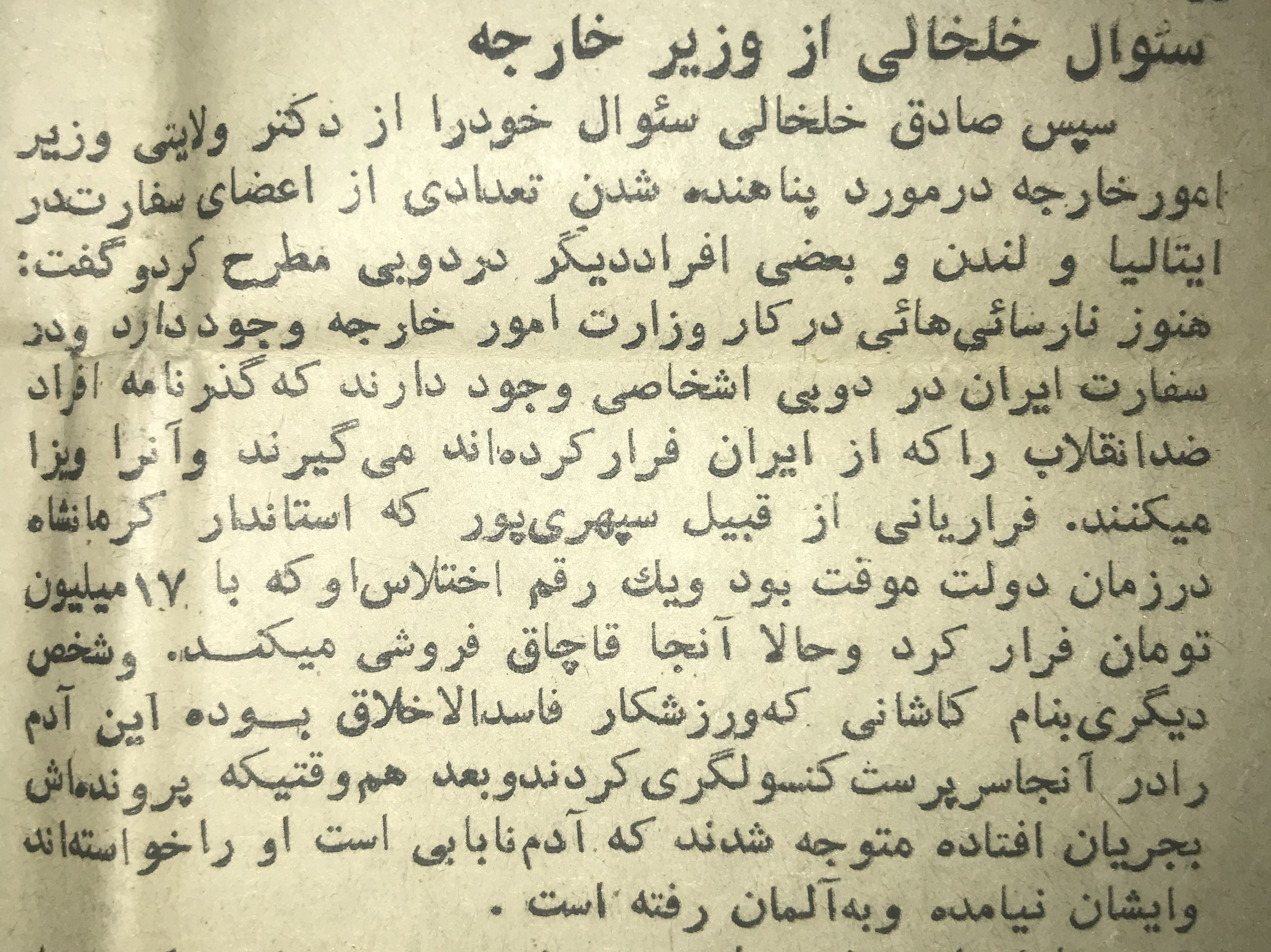

کاشانی مدتی مدیر عامل باشگاه شاهین و رئیس هیئت مدیره باشگاه پرسپولیس بوده‌است.

## خانواده
جعفر کاشانی دارای ۲ فرزند به نام‌های شاهین و فاطمه می‌باشد. او همچنین یک پسر از پرورشگاه به سرپرستی گرفت که نام حمید را برای او انتخاب کرد.  

## درگذشت

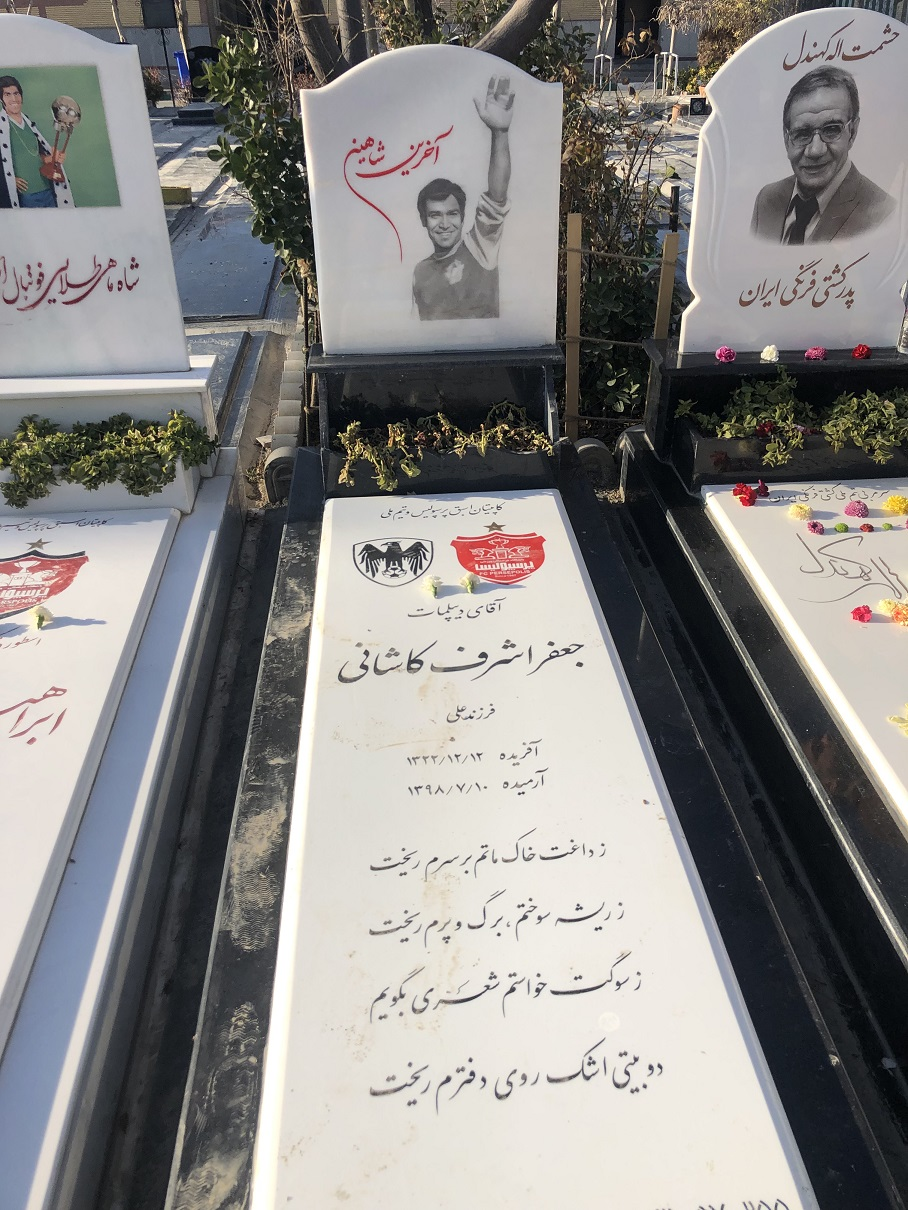
مزار کاشانی در قطعه نام آوران بهشت زهرا

جعفر کاشانی صبح روز چهارشنبه ۱۰ مهر ۱۳۹۸ در منزل خود در تهران درگذشت.

## افتخارات
| باشگاهی                   | باشگاه   | سال  |
| ------------------------- | -------- | ---- |
| قهرمان آموزشگاه‌های تهران  |          | ۱۳۴۲ |
| قهرمان جام حذفی تهران     | شاهین    | ۱۳۴۲ |
| قهرمان باشگاه‌های تهران    | شاهین    | ۱۳۴۴ |
| قهرمان باشگاه‌های تهران    | پیکان    | ۱۳۴۸ |
| قهرمان جام دوستی          | پیکان    | ۱۳۴۸ |
| قهرمان جام منطقه‌ای        | پرسپولیس | ۱۳۵۰ |
| قهرمان جام تخت جمشید      | پرسپولیس | ۱۳۵۲ |
| نائب قهرمان جام تخت جمشید | پرسپولیس | ۱۳۵۳ |

| ملی                    | سال  |
| ---------------------- | ---- |
| قهرمان جام ملتهای آسیا | ۱۳۴۷ |
| عنوان سوم ارتش‌های جهان | ۱۳۴۸ |
| قهرمان جام منطقه‌ای     | ۱۳۴۹ |
| قهرمان جام کوروش کبیر  | ۱۳۵۰ |
| صعود به المپیک مونیخ   | ۱۳۵۱ |
| قهرمان جام ملت‌های آسیا | ۱۳۵۱ |
| حضور در جام جهانی کوچک | ۱۳۵۱ |
| حضور در المپیک مونیخ   | ۱۳۵۱ |
| قهرمان بازی‌های آسیایی  | ۱۳۵۳ |

### مهمترین افتخارات
- دو دوره قهرمان لیگ سراسری ایران به همراه پرسپولیس در سالهای ۱۳۵۰ و ۱۳۵۲
- قهرمان بازیهای آسیایی ۱۹۷۴
- قهرمان جام ملتهای آسیا در سالهای ۱۹۶۸ و ۱۹۷۲
- حضور در المپیک ۱۹۷۲ مونیخ